# سیارک ۲۲۵۰۵
سیارک ۲۲۵۰۵ (به انگلیسی: 22505 Lewit، نامگذاری:1997UF) بیست و دو هزار و پانصد و پنجمین سیارک کشف شده‌است که در ۱۹ اکتبر ۱۹۹۷ کشف شد.